# Ulrike Fitzer

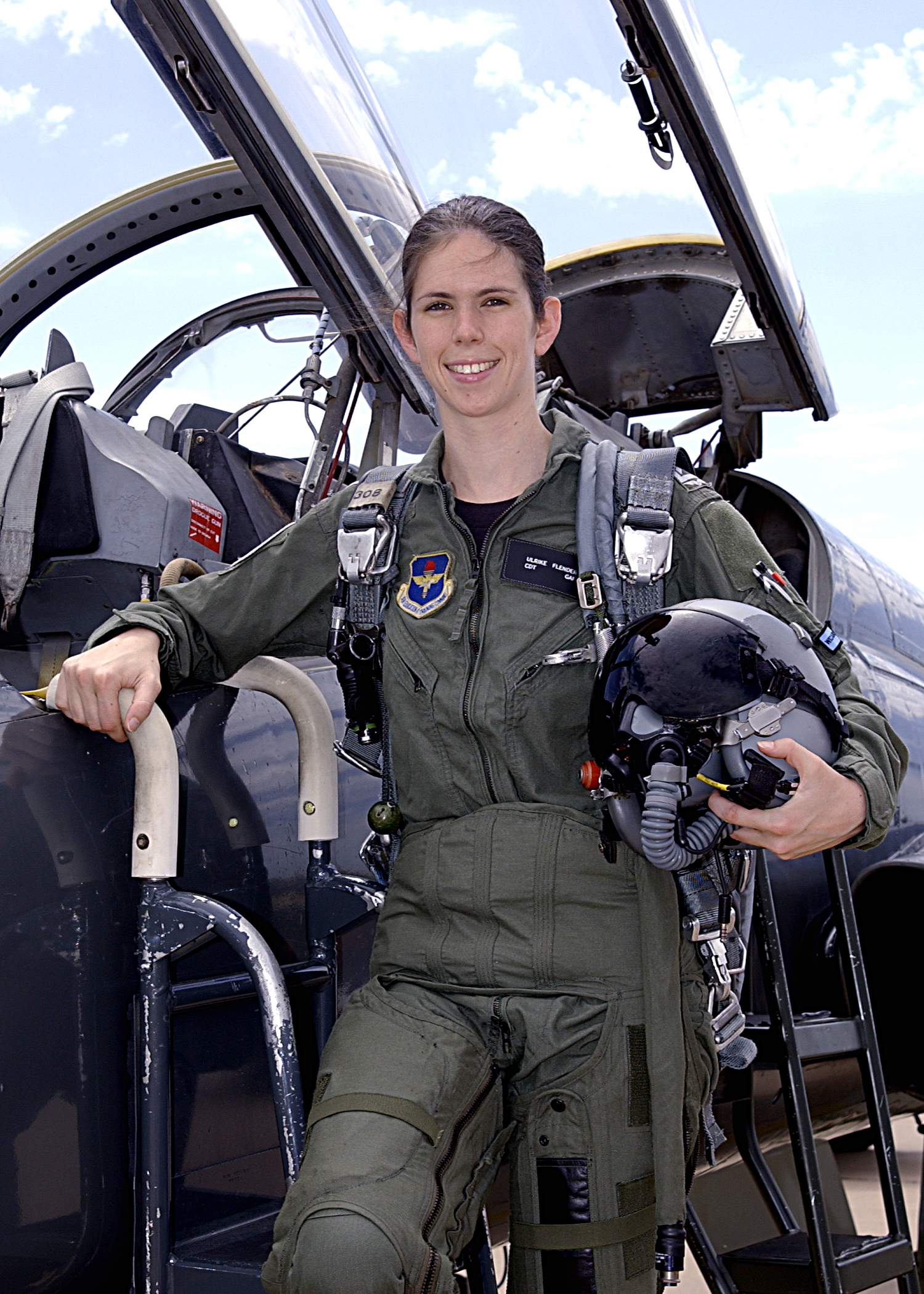
Ulrike Fitzer, 2006

Ulrike Fitzer, geb. Flender (* 1982 in Aidlingen) ist eine ehemalige Bundeswehr-Offizierin. Sie ist die erste Kampfpilotin der deutschen Luftwaffe, die erste deutsche Tornado-Pilotin sowie die erste Fluglehrerin auf dem Eurofighter.

## Leben
Fitzer wuchs als Tochter eines Elektroingenieurs und einer Bauingenieurin in Aidlingen auf. Ihr ursprünglicher Berufswunsch war der einer Astronautin. Noch während ihrer Schulzeit absolvierte sie ein Truppenpraktikum bei einer Tornado-Staffel.
Im Jahr 2003 legte sie das Abitur ab und bewarb sich auf Vorschlag ihres Vaters als Offizieranwärter bei der Luftwaffe. Ihren ersten Flug absolvierte sie im Mai 2005 bei der 3. Deutschen Luftwaffenausbildungsstaffel am Airline Training Center Arizona in Goodyear (Arizona) in einer einmotorigen Propeller-Maschine vom Typ Grob G 120A.
Sie setzte ihre Flugausbildung ab Februar 2007 dreizehn Monate lang an der Sheppard Air Force Base bei Wichita Falls in Texas fort. Sie wurde dort auf den Mustern Cessna T-37 und Northrop T-38 ausgebildet. Am 22. September 2007 erhielt sie den Militärluftfahrzeugführerschein. Auf der Holloman Air Force Base bei Alamogordo in New Mexico wurde sie anschließend auf dem Tornado ausgebildet.
Ab 2008 wurde sie beim Jagdbombergeschwader 32 auf dem Fliegerhorst Lechfeld bei Augsburg eingesetzt und war damit die erste Tornado-Pilotin der Bundeswehr. Zu ihrer Rolle als Pionierin sagte sie: „Ich wollte gar nicht die Erste sein, sondern immer einfach nur fliegen“. Im Oktober 2013 beendete sie beim Taktischen Luftwaffengeschwader 73 „Steinhoff“ ihre Umschulung zur Eurofighter-Pilotin, seit November 2014 wurde sie als Fluglehrerin auf dem Flugzeugmuster eingesetzt.
Sie hat 2018 einen Bachelor in Mechatronik absolviert. Danach schloss sie 2021 ein Masterstudium in Computational Sciences and Engineering erfolgreich ab. Seit September 2021 strebt sie an der Jade Hochschule eine Promotion an und arbeitet für Airbus.